# Juan Federico Muntadas
Juan Federico Muntadas Jornet (Barcelona, 1826-Nuévalos, 1912) fue un escritor, poeta y político español, conocido por ser el artífice del parque natural del Monasterio de Piedra.

## Biografía
Nació en Barcelona en el año 1826. Estudió y se licenció en Derecho, Filosofía y Letras en su ciudad natal, doctorándose en Literatura. Desde 1858 hasta 1864 fue diputado en las Cortes españolas por los municipios de Igualada, Valls y por Mataró. En 1863 se casa con su prima, Carmen Muntadas Mariñosa.
Destacó como escritor, poeta, autor teatral, y ejerció también como político, abogado, traductor y piscicultor.
Heredó de su padre, Pablo Muntadas Campeny, el monasterio de Piedra en la provincia de Zaragoza. En este antiguo cenobio cisterciense llevó a cabo importantes obras de consolidación del monumento, que se encontraba en ruinas, y convirtió el valle del río Piedra en uno de los lugares más bellos y espectaculares de España. Convirtió en un paisaje-jardín romántico el Valle del Río Piedra, descubrió la Gruta Iris y la Cola de Caballo en 1860, y creó la primera piscifactoría de España en 1867. Asimismo promocionó un centro mineromedicinal para el descanso y toma de aguas, antecesor del actual establecimiento hotelero; y fomentó la visita turística al parque natural. Falleció en el monasterio de Piedra, a la edad de ochenta y seis años, en 1912.

## Hitos cronológicos
El origen del monasterio cisterciense de Piedra se remonta al año 1195 (privilegio otorgado por Alfonso II de Aragón), si bien la ceremonia de traslación o de ocupación física del mismo fue efectivamente en 1218. Tras su exclaustración y desamortización por Juan Álvarez de Mendizábal, entre 1835 y 1837, fue adquirido en subasta pública por el industrial barcelonés Pablo Muntadas Campeny (Igualada, Barcelona, 1797-1870) en 1840, por 1.250.000 reales de vellón. Su hijo, Juan Federico Muntadas, dará a conocer la belleza natural de Piedra a través de sus escritos y, especialmente, acogiendo sucesivamente en su residencia a un selecto grupo de artistas, literatos y personalidades de la cultura española e incluso europea de su tiempo.
Juan Federico Muntadas se encargó de poner en valor el arruinado monasterio, transformando a lo largo de la década de 1860 las viejas celdas del recinto del monasterio en una hospedería. A su iniciativa se debió también la creación, en 1867, de la que sería primera piscifactoría (truchas, cangrejos, y más tarde salmones) establecida en España, a imagen de las que se estaban instalando por aquellos años en Alemania, Francia y Suiza.
El concepto romántico del Parque, con sus cascadas y jardines, procede de cuando Juan Federico vivió en Inglaterra, y tiene mucho que ver con el modelo de paisajismo inglés del siglo XIX.
Según se desprende de sus propios escritos, después de muchas tentativas para ver la gruta de la cascada Cola de Caballo de 50 m de altura, a finales de 1859 Juan Federico tuvo una feliz inspiración. Es fama que llamó a su mayordomo y le dijo: “A la gruta no se puede subir, pero se puede bajar ”.
Al día siguiente, se pusieron manos a la obra, y varios peones de campo abrían un pozo a un metro del hueco de la gruta. El 20 de abril de 1860, después de haber gastado mucha pólvora y roto muchos picos, palas y pasado peligrosas situaciones, quedaba libre el paso por una escalera de piedra tosca, de roca caliza dura.
Viendo la gran calidad del agua del Monasterio y del conocimiento que obtuvo Juan Federico Muntadas de sus viajes a Alemania de las piscifactorías y el trabajo que se realizaban en ellas, consideró realizar y fomentar el autoabastecimiento de la acuicultura nacional, actividad que surge en Europa en el siglo XIX. En 1866 crea el primer laboratorio y en 1867 la primera piscifactoría española. Es también el precursor de la cultura piscícola en España.
En el año 1869 se descubre el manantial de agua del Lago del Espejo, también llamado en aquellos años Lago de la Peña. 
Por ello, se comenzaron a divulgar y extender entre los vecinos las propiedades curativas del manantial. Ellos mismos denominaron al manantial como “Fuente de la Salud”.
El 13 de junio de 1883 se emite una Real Orden por la que el rey, conforme el dictamen del Real Consejo de Sanidad, declara como de utilidad pública las aguas del manantial de la Peña, que quedaban clasificadas como «bicarbonatadas, cálcicas, frías: variedad ferruginosa».	
Entre las joyas documentales, que por fortuna todavía conserva el monasterio, se encuentran los libros o álbumes de visitas que recogen las firmas, dedicatorias, rúbricas y hasta dibujos de los ilustres viajeros y visitantes que han ido recalando en Piedra desde el año 1861. Cuando se citan los álbumes de visitas del Monasterio de Piedra generalmente se habla del álbum abierto por Juan Federico Muntadas en 1861, en cuya primera página a modo de portada se puede leer: “Personas que han visitado la gruta de la Cola de Caballo”.

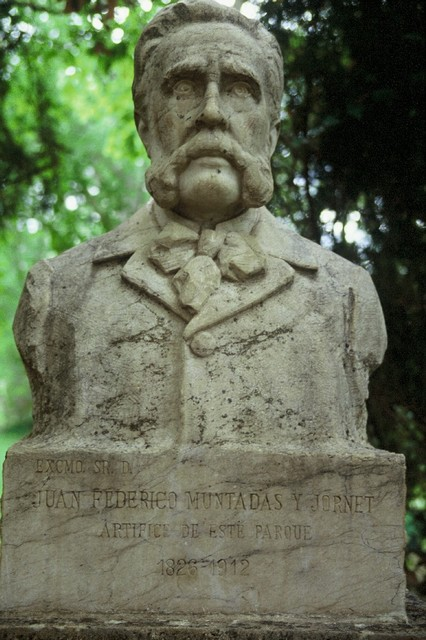
Escultura de Juan Federico Muntadas Jornet.

Figura una extensa lista de lo más representativo de la política, las artes, las letras y la música decimonónica; personajes ilustres de ese tiempo: «Contiene más de cincuenta autógrafos de los Sres. González Bravo, Hartzenbusch, Olózaga, Castelar, Navarro Rodrigo, Elduayen, Sagasta, Alfonso González, Romero Ortiz, Pi y Margall, Ros de Olano, Madoz, Marqués de Molins, Rodríguez Rubí, Núñez de Arce, Carlos de Haes, Gisbert, Madrazo, Benlliure, Arnao, Cavestany, Gayarre, Sarasate, Arrieta, Barbieri, Chapí, Alarcón, Castro y Serrano, Bofill, Dr. Robert, Ortega Morejón, Mariscal, Pérez Zúñiga,Tomás Rodríguez Rubí, Juan Valera etc..».

### Legado y filosofía
Gracias al esfuerzo y la visión del artífice del parque natural, Juan Federico Muntadas, el conjunto del monasterio de Piedra y el parque es precursor del turismo sostenible y el centro turístico más antiguo de España. La labor y empeño principales de Juan Federico Muntadas fueron la rehabilitación y recuperación del patrimonio cultural y natural. Juan Federico Muntadas y su mujer Carmen dedicaron toda su vida a atender a personajes ilustres y visitantes que se acercaban al Monasterio.
Sus dos obras literarias importantes sobre el monasterio de Piedra fueron publicadas con el seudónimo de Leandro Jornet.
La primera obra, es un poema escrito en 1860 titulado: “Eureka. El descubrimiento de la Gruta Iris”, publicado en la ciudad de Zaragoza, y la segunda, más conocida, una guía del conjunto, “El Monasterio de Piedra” editada en Madrid, por Rivadeneyra, en 1871, con numerosas ediciones.
Como faceta de escritor teatral Juan Federico Muntadas cultivó la palabra con gran acierto, siendo autor de obras de teatro como “Una lección de Baile” (Madrid, 1852) y “Boadicea”, drama histórico en verso (Madrid, 1856).
Escribió una colección de poesías que dejó inédita y novelas como Vida y hechos de Gil Pérez de Marchamalo, que mereció los elogios de Menéndez y Pelayo (Madrid, 1866; 2ª edición en 1872); La batalla de Bailén, canto épico en honor al general Juan Prim y Prats, y Cien refranes.